# Tomasz Szwejkowski
Tomasz Bolesław Szwejkowski (ur. 26 października 1880 w Nietulisku Fabrycznym, zm. 23 lipca 1955 w Częstochowie) – polski inżynier, działacz społeczny, wieloletni dyrektor Huty Częstochowa.

## Życiorys
Pochodził z rodziny związanej z hutnictwem. Jego dziadek, też Tomasz, pełnił w latach 1836–1852 funkcję kierownika huty w Pankach, wówczas największej w Królestwie Polskim, a następnie naczelnika Okręgu Zachodniego Zakładów Górniczych Królestwa Polskiego w Suchedniowie. Ojciec, Michał Bronisław, pracował w hucie w Nietulisku Fabrycznym jako szef magazynu. Matką Tomasza była Julia z Lerczyńskich.
Tomasz Szwejkowski urodził się 26 października 1880 w Nietulisku Fabrycznym. W 1892 rozpoczął edukację w kieleckim gimnazjum realnym, po czym przeniósł się do gimnazjum realnego i szkoły rzemieślniczej w Łodzi. Po uzyskaniu matury w 1900 studiował na Wydziale Mechanicznym Politechniki Warszawskiej, jednak w wyniku strajku studenckiego w 1905 roku władze carskie zdecydowały o zamknięciu uczelni. Po przerwaniu studiów pracował na Kolei Iwanogrodzko-Dąbrowskiej, a następnie w walcowni Zakładów Starachowickich. W 1907 podjął studia na Politechnice Kijowskiej, gdzie uzyskał dyplom inżynierski. Od 1910 pracował w Hucie Częstochowa, począwszy od stanowiska konstruktora w biurze technicznym po stanowisko dyrektora naczelnego (od 1932). Od 1910 pełnił też funkcję naczelnika zakładowej straży pożarnej.
W czasie I wojny światowej służył w armii rosyjskiej jako inżynier w warsztatach artyleryjskich. Został ranny w 1915 i odesłany do szpitala w Brześciu Litewskim. Po rekonwalescencji przywrócony do służby.
Do Częstochowy wrócił w 1918 i podjął pracę nauczyciela w Gimnazjum im. H. Sienkiewicza, ale w 1919 powrócił do pracy w hucie. W okresie wojny polsko-bolszewickiej kierował Strażą Obywatelską w Rakowie. W latach 1920 i 1930 działał społecznie w Stowarzyszeniu Spożywców „Jutrzenka”, Związku Strzeleckim i Kole Przyjaciół Harcerstwa; to ostatnie wspierał finansowo. Od 1932 pełnił funkcję dyrektora naczelnego huty. W 1935 z inicjatywy Szwejkowskiego w parku posadzono dąb na pamiątkę Józefa Piłsudskiego.
Po klęsce wrześniowej Szwejkowski został pozbawiony stanowiska i zastąpiony przez Volksdeutscha, Stanisława Maćkowiaka. Po aresztowaniu w 1943 przez Niemców został zwolniony dzięki wstawiennictwu tego ostatniego. Do końca wojny ukrywał się na wsi na Kielecczyźnie.
Po zakończeniu okupacji ponownie został powołany na stanowisko dyrektora, tym razem przez Radę Zakładową, jako człowiek szanowany przez załogę. Funkcję dyrektora pełnił do przejścia na emeryturę w 1948 Jako emeryt pracował w Zjednoczeniu Górnictwa Rud Żelaza 
i Topników w Częstochowie W 1946 współorganizował także Gimnazjum Przemysłowe przy Hucie Częstochowa i częstochowski oddział Stowarzyszenia Inżynierów Techników Przemysłu Hutniczego.
30 sierpnia 1949 został aresztowany przez Urząd Bezpieczeństwa i osadzony w areszcie przy ul. Parkowej. Starania w celu jego zwolnienia czynili działacze związkowi z huty. Ostatecznie zwolniono go w 1950. Później pracował w Spółdzielni Metalowców w Częstochowie. Przez cały okres pobytu w Częstochowie mieszkał w dzielnicy Raków. Zmarł 23 lipca 1955 i został pochowany na Cmentarzu Rakowskim.
Żonaty z Pelagią Kandzią, para miała córki Barbarę i Marię oraz syna Andrzeja, który również był pracownikiem częstochowskiej huty, a także żeglarzem i działaczem sportowym.

## Wybrane odznaczenia
- Srebrny Medal Zasługi (1928)[2]
- Złoty Krzyż Zasługi (1937)[2]

Jego imieniem nazwano rondo w ciągu al. Pokoju.